# Sulpicjusz
Sulpicjusz – imię męskie pochodzenia łacińskiego, pierwotnie nazwisko. Jego etymologia jest niejasna, można przypuszczać, że etruska.
Żeński odpowiednik: Sulpicja.

## Sulpicjuszimieninyobchodzi
- 17 stycznia, jako wspomnienie św. Sulpicjusza, biskupa Maastricht i św. Sulpicjusza Pobożnego (Sulpicjusza II z Bourges), biskupa Bourges w VII wieku,
- 29 stycznia, jako wspomnienie św. Sulpicjusza Sewera (Sulpicjusza I z Bourges), biskupa Bourges w VI wieku,
- 20 kwietnia, jako wspomnienie św. Sulpicjusza, wspominanego razem ze św. Serwilianem.

## Osoby noszące imię Sulpicjusz
- Sulpicjusz Sewer – pisarz z IV wieku, biograf św. Marcina z Tours, otaczany lokalnym kultem w Akwitanii
- Sulpicjusz Rufus – prawnik rzymski z I wieku p.n.e.
- Serwiusz Sulpicjusz Galba – cesarz rzymski po samobójstwie Nerona.
- Sulpicjusz Kwiryniusz – namiestnik Syrii, rozpoczął spis ludności w 7 r. p.n.e.